# خانه کوچه‌مشکیان
خانه کوچه مشکیان مربوط به دوره قاجار است و در تبریز، خیابان مطهری، کوچه مسجد جامع تبریز، پلاک ۱۲ واقع شده و این اثر در تاریخ ۱۱ مهر ۱۳۸۳ با شمارهٔ ثبت ۱۱۱۵۵ به‌عنوان یکی از آثار ملی ایران به ثبت رسیده‌است.